# Lucki Stipetić
Hartwolf „Lucki“ Stipetić (* 1947 in Aschau im Chiemgau) ist ein deutscher Filmproduzent.

## Leben

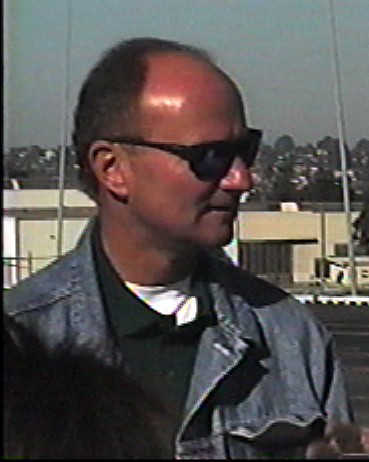
Lucki Stipetić auf dem Flugzeugträger Constellation in San Diego (1996)

Lucki Stipetić ist der jüngere Halbbruder des Filmemachers Werner Herzog und tritt spätestens seit dem 1972 erschienen Film Aguirre, der Zorn Gottes, bei dem er auch die Produktionsleitung innehatte, bei nahezu allen weiteren Filmproduktionen seines älteren Bruders als Produzent in Erscheinung und war maßgeblich an den Opernproduktionen des Regisseurs beteiligt. Nahezu alle Herzogs Filme wurden dabei über die 1963 von ihm gegründete eigene Produktionsfirma Werner Herzog Filmproduktion produziert, als deren jahrzehntelanger Geschäftsführer Stipetić noch heute (Stand: 2025) in Erscheinung tritt. In eben solcher Funktion ist er auch bei der Wiener Werner Herzog Film GmbH in der Spiegelgasse 9 im 1. Wiener Gemeindebezirk tätig. Das Unternehmen leiteten die beiden über Jahre hinweg mit einer Schreibmaschine und einem Telefon aus einem Appartement in München. Ebenso in München steht er zudem der Werner Herzog Stiftung vor und überwacht die weltweite Lizenzierung der Filme. Für seine Arbeit als Produzent wurde Stipetić mehrfach ausgezeichnet, darunter 1987, als er gemeinsam mit seinem Halbbruder beim Bayerischen Filmpreis den „Produzentenpreis“ erhielt.
Ende 2009 übergab Lucki Stipetić das Produktionsarchiv an die Deutsche Kinemathek in Berlin, wo es seither als Werner-Herzog-Archiv bewahrt wird. Im Sommer 2012 wurde das Archiv, das neben Werk- und Filmfotos auch umfangreiche Produktionsunterlagen, Korrespondenzen, Verträge, Drehbücher, Skripte mit Annotationen und auch Requisiten. um viele Dokumente erweitert und ergänzt. Das Produktionsarchiv wird durch eine Sammlung von Presseausschnitten, Plakaten, Werbematerialien und Programmheften bereichert, die sich auf Spiel-, Dokumentar- und Kurzfilme sowie auf Operninszenierungen und Bühnenstücke beziehen. Zuletzt wurde die Sammlung im Jahr 2022 um etwa 100 Fotografien ergänzt, die von Lena Herzog, seit 1999 Ehefrau Werner Herzogs, stammen. Sie hatten in den vergangenen Jahren zahlreiche Produktionen als Standfotografin begleitet.
2022 wirkte er im deutsch-englisch-amerikanischen Dokumentarfilm Werner Herzog – Radical Dreamer mit.

## Filmografie (Auswahl)
- 1972: Aguirre, der Zorn Gottes (auch als Produktionsleiter tätig)
- 1982: Fitzcarraldo
- 1984: Wo die grünen Ameisen träumen
- 1986: Werner Herzog: Filmemacher
- 1987: Herzog in Afrika
- 1987: Cobra Verde
- 1990: Giovanna d’Arco
- 1992: Lektionen in Finsternis
- 1993: Glocken aus der Tiefe – Glaube und Aberglaube in Rußland
- 1995: Tod für fünf Stimmen
- 1996: Die Verwandlung der Welt in Musik: Bayreuth vor der Premiere
- 1997: Flucht aus Laos
- 1999: Mein liebster Feind
- 1999: 2000 Jahre Christentum (Fernsehserie, Episode Neue Welten – Das Christentum hinter dem europäischen Horizont)
- 2001: Invincible – Unbesiegbar
- 2001: Pilgrimage (Kurzfilm)
- 2002: Ten Minutes Older → Ten Minutes Older: The Trumpet → Segment: Ten Thousand Years Older
- 2004: The White Diamond
- 2005: The Wild Blue Yonder
- 2007: Import Export
- 2010: Habermann
- 2011: Tod in Texas
- 2012: Im Todestrakt (Fernsehserie, alle 4 Episoden der 1. Staffel)
- 2016: In den Tiefen des Infernos
- 2018: Gorbatschow – Eine Begegnung
- 2019: Nomad: In the Footsteps of Bruce Chatwin
- 2020: Fireball: Besuch aus fernen Welten

## Auszeichnungen (Auswahl)
- 1987: Bayerischer Filmpreis in der Kategorie „Bester Produzent“ (zusammen mit Werner Herzog)